# Robert Hellwarth
Robert Willis Hellwarth (* 10. Dezember 1930 in Ann Arbor, Michigan; † 20. Januar 2021 in Santa Monica, Kalifornien) war ein US-amerikanischer Physiker, der sich mit (nichtlinearer) Optik und Laserphysik befasste.

## Leben
Hellwarth studierte an der Princeton University mit dem Bachelor-Abschluss als Ingenieur 1952 (BSE) und wurde 1955 an der University of Oxford promoviert. Ab 1955 war er an den Hughes Research Laboratories, wo er 1965 Senior Staff Physicist wurde. Daneben lehrte er 1955 bis 1965 als Lecturer am Caltech (und er war dort 1966 bis 1970 Senior Research Fellow). Ab 1970 war er Professor für Elektrotechnik und Physik an der University of Southern California. 
Er war Gastwissenschaftler am Clarendon Laboratory in Oxford (1970/71) und Visiting Fellow am St Peter’s College in Oxford. Hellwarth starb im Alter von 90 Jahren an den Folgen einer COVID-19-Erkrankung.

## Werk
1977 führte er die Vier-Wellen-Mischungs-Methode für Optische Phasenkonjugation ein.
Am Caltech arbeitete er mehrfach mit Richard Feynman zusammen, zum Beispiel über Polaronen und die Behandlung des Masers mit elementarer Quantenmechanik, wobei sie eine geometrische Interpretation der Quantenmechanik von Zweizustandssystemen über die Gleichung eines präzessierenden Vektors gaben.
Für die Physik von Lasern und Masern interessierte er sich seit deren Einführung 1960 am Hughes Research Laboratory, wo er damals arbeitete. 1962 demonstrierte er mit F. J. McClung als Erster das Prinzip der Güteschaltung (Q-Switch).
Er führte verschiedene Techniken in die Laserspektroskopie ein, zum Beispiel die von ihm so genannten Raman-induzierten Kerr-Effekt und die Raman-induzierte Phasenkonjugation. 1963 entwickelte er die Theorie der stimulierten Raman-Streuung. (der Ausdruck Stimulierte Streuung stammt von ihm). Kurz zuvor war er an der Entwicklung des ersten Raman-Lasers beteiligt (unter wesentlicher Beteiligung von Gisela Eckhardt und Eric Woodbury).
1974 setzte er nichtlineare optische Effekte (Frequenzverdopplung) in der Mikroskopie ein (siehe Multiphotonenmikroskop).
1985 gab er physikalische Grenzen von logischen Operationen (etwa für optische Computer) in der nichtlinearen Optik an.

## Ehrungen und Mitgliedschaften
1983 erhielt er den Charles Hard Townes Award und 1985 den Quantum Electronics Award des IEEE.
Hellwarth war Fellow der National Academy of Sciences, der American Association for the Advancement of Science, der National Academy of Engineering, Fellow der American Physical Society, der American Academy of Arts and Sciences und der Optical Society of America sowie IEEE Fellow. Er war Mitherausgeber des IEEE Journal of Quantum Electronics.